# 鄭尚学
鄭 尚学（チョン・サンハク、朝鮮語: 정상학、生年不詳 - ）は、朝鮮民主主義人民共和国の政治家。朝鮮労働党中央検査委員会委員長、朝鮮労働党中央委員会政治局委員、党中央委員会書記局書記などを歴任した。

## 経歴
2021年までの経歴は不明。2021年1月5日から開催された朝鮮労働党第8次大会で中央委員会委員に選出され、1月10日に開催された党中央委員会第8期第1回総会で朝鮮労働党中央検査委員会委員長、党中央委員会政治局委員、党中央委員会書記局書記に任命された。
この抜擢の背景には、北朝鮮での不正・腐敗の根絶を目指し、党中央検査委員会を改編した上で、党中央委員会政治局委員・書記である鄭を委員長に据えることで強い権限を持たせたという。
2022年6月8日から開催された朝鮮労働党中央委員会第8期第5回総会拡大会議で党中央検査委員会委員長から召喚された。